# 川崎市立川崎小学校
川崎市立川崎小学校（かわさきしりつかわさきしょうがっこう）は神奈川県川崎市川崎区にある公立小学校である。

## 沿革
出典
- 1873年（明治6年）6月 - 創立。校舎は砂子宗三寺本堂を使用した。
- 1875年（明治8年） - 「川崎学校」と改称。
- 1877年（明治10年） - 校舎を宗三寺傍らの空き地に新築する。
- 1891年（明治24年）11月1日 - 砂子1丁目（現在の市役所の場所）に校舎新築移転し、この日（11月1日）を開校記念日と定めた。
- 1909年（明治42年） - 帽章（校章）ができる。
- 1921年（大正10年） - 宮前小学校ができ、児童と職員の一部が同校に移籍。
- 1923年（大正12年）
  - 日付不明 - 「川崎尋常高等小学校」と改称。
  - 9月1日 - 12時頃に発生した関東大震災により、講堂及び4教室を残して校舎が壊れる被害が出た。
- 1924年（大正13年） - 見染町43番地（日進町）の現在地に校舎を新築し、移転する。
- 1925年（大正14年） - 旭町小学校ができ、児童と職員の一部が同校に移籍。
- 1928年（昭和3年） - 川崎小学校教育後援会ができる。
- 1929年（昭和4年） - 川崎高等小学校ができ、本校から高等科が分かれ、「川崎尋常小学校」と改称る。
- 1932年（昭和7年） - 2階建ての新築校舎の落成。理科室と同準備室ができる。
- 1933年（昭和8年） - 富士見小学校ができ、4学年以下の児童の一部が移籍。同年、校歌ができる（作詞:北原白秋・作曲:山田耕筰）。創立60周年記念式典挙行。
- 1940年（昭和15年） - 新町小学校ができ、5学年以下の児童の一部が移籍。
- 1941年（昭和16年） - 国民学校令により、「川崎市川崎国民学校」と改称。
- 1943年（昭和18年） - 最後の臨海高原学校を実施する。同年、創立70周年記念式典挙行。川崎国民学校振起会ができる。
- 1944年（昭和19年） - 全校児童に対する雑炊給食を実施する。戦局の悪化により、中郡金目・岡崎両村に学童疎開。
- 1945年（昭和20年） - 大空襲のため本校全屋が焼ける。その後、民家を使って分散授業を行う。また、戦災孤児のみを残し、疎開地を引き揚げる。さらに、分散授業をやめ、京町校舎において初めて授業を行う。
- 1946年（昭和21年） - 京町校舎を改造し、8教室となる。また、学校給食を開始する。
- 1947年（昭和22年） - 学制改革により、「川崎市立川崎小学校」と改称。
- 1948年（昭和23年） - 川崎小学校父母と先生の会（PTA）ができる。
- 1949年（昭和24年） - 見染町焼け跡に新校舎落成。図書館が新しくできる。
- 1950年（昭和25年） - 動物飼育小屋ができる。
- 1953年（昭和28年） - 放送施設完備。創立80周年記念式典挙行。
- 1955年（昭和30年） - プール開設。
- 1957年（昭和32年） - 京町小学校が開校し、一部の児童と職員が移籍。また、池田2丁目と京町を京町小学校の学区へ編入し、現在の学区となる。
- 1961年（昭和36年） - 理科室が新しくできる。
- 1963年（昭和38年） - 創立90周年式典挙行。岩石園等の寄付を受ける。
- 1964年（昭和39年） - 本校地番が、日進町20番地1となる。
- 1968年（昭和43年） - ことばの教室ができる。
- 1970年（昭和45年） - 体育倉庫、砂場、鉄棒、植物園が新しくできる。同年、川崎幼稚園開園。
- 1971年（昭和46年） - ふじ棚が作られる。
- 1973年（昭和48年） - 特別教室（理科、図工、音楽室）改築工事完成。同年、創立100周年記念式典挙行し、100周年記念碑カプセルを埋める。
- 1974年（昭和49年） - 鉄筋3階建の新校舎ができる（校長室、職員室、給湯室、普通教室8）。
- 1975年（昭和50年） - 改築工事完了（玄関、保健室、放送室、普通教室6）。
- 1978年（昭和53年） - 言語教室完成。新校舎完成（普通教室3、図書室、家庭科室）。
- 1981年（昭和56年） - マラソン大会が初めて実施される。
- 1983年（昭和58年） - 創立110周年記念式典挙行。
- 1984年（昭和59年） - 全校児童がかぶる紺色制帽ができる。
- 1985年（昭和60年） - 2階校舎（鉄筋2階・普通教室4、図書室1、プレイルーム1、屋上プール25m）工事完了。
- 1986年（昭和61年） - 新校舎、プール、体育館の落成式挙行。
- 1991年（平成3年） - 給食室完成。
- 1992年（平成4年） - 日本語教室開設（川崎教室）。
- 1993年（平成5年） - 創立120周年記念式典挙行。
- 1998年（平成10年） - コンピュータ設置。
- 2000年（平成12年） - 留守家庭児ホール開設。ふれあいデイサービスセンター開設。
- 2001年（平成13年） - 川崎小学校付属幼稚園休園。子育て広場開設。
- 2003年（平成15年） - わくわくプラザ開設。同年、創立130周年記念式典挙行。
- 2005年（平成17年） - 通級指導教室「ことば・情緒」開設。
- 2006年（平成18年） - 丸形ポスト投函式。2学期制実施。
- 2009年（平成21年） - 新パソコンルーム（調べ学習室）完成し、児童用コンピュータ40台導入。同年、全館冷暖房空調設備完成。
- 2023年（令和5年）11月11日 - 創立150周年記念式典挙行[3][4]。
- 2024年（令和6年） - A棟1階・職員室・保健室・中央昇降口・3、3年生下駄箱・3階・音楽室のリニューアル完了、調べ学習室の名称をスタディールームに変更。

## 教育方針
教育目標として
- よく考える子（創造的思考）
- 思いやりのある子（豊かな情操）
- 健康でたくましい子（体力）
- やりぬく子（実践力）

を挙げている。

## 学校行事
学校行事については以下のウェブサイトから閲覧可能
川崎小学校ホームページ

## 児童会活動・クラブ活動など
クラブ活動は4年生からで、6年生が作るクラブの案を出し3人以上で設立可能

## 通学区域
出典
- 川崎区
  - 池田1丁目
  - 小川町
  - 下並木
  - 堤根
  - 日進町
  - 南町
  - 元木1丁目
  - 元木2丁目

## 進学先中学校
出典
- 川崎市立川崎中学校

## 周辺
- 社会福祉法人母子育成会ゆめいく保育園 - 同一敷地内かつ、進学前保育園のひとつ。
  - 地域子育て支援センターあすなろ - ゆめいく保育園内
- 社会福祉法人母子育成会あすいく保育園 - 川崎市道を挟んで、敷地が隣接。
- 公益財団法人川崎・横浜公害保健センター - 川崎市道を挟んで、敷地が隣接。
- 神奈川県道・東京都道140号川崎町田線（市電通り）
- 国道15号（第一京浜）

## 交通アクセス
- JR東日本南武支線・京急電鉄本線八丁畷駅（中央口）から、徒歩約400m・約6分。
- JR東日本東海道本線・京浜東北線・南武線川崎駅（中央東口）から、徒歩約885m・約14分。

## 関係者
出典

### 教職員
2024年現在
- 山川 佳美（やまかわ よしみ）（校長）
- 潮 龍馬   （うしお りゅうま）（教頭）

## その他
児童数
525人（2024年5月1日時点）
学年ごとの学級数
1学年：2学級、2学年：3学級、3学年：3学級、4学年：3学級、5学年：3学級、6学年：4学級、学習室：9学級

## 有名な卒業生
- 佐藤惣之助（詩人）[9]
- 坂本九（歌手）[9]